# Robert Morrison (roer)
Robert Erskine Morrison (OBE) (26. marts 1902 - 19. februar 1980) var en engelsk roer og olympisk guldvinder, født i London.
Morrison studerede på University of Cambridge og deltog i 1923 i det traditionsrige Oxford vs. Cambridge Boat Race på Themsen.
Morrison vandt en guldmedalje for Storbritannien ved OL 1924 i Paris i disciplinen firer uden styrmand. Bådens øvrige besætning var Maxwell Eley, James MacNabb og Terence Sanders. Den britiske båd sikrede sig guldmedaljen efter en finale, hvor Canada vandt sølv mens Schweiz fik bronze. Det var den eneste udgave af OL han deltog i.

## OL-medaljer
- 1924:  Guld i firer uden styrmand